# Perdita nigrocaerulea
Perdita nigrocaerulea är en biart som beskrevs av Timberlake 1954. Perdita nigrocaerulea ingår i släktet Perdita och familjen grävbin. Inga underarter finns listade i Catalogue of Life.